# Sigles financiers
Vous pouvez aider à l'améliorer ou bien discuter des problèmes sur sa page de discussion.
- Il ne cite pas suffisamment ses sources. Vous pouvez indiquer les passages à sourcer avec {{référence nécessaire}} ou {{Référence souhaitée}}, et inclure les références utiles en les liant aux notes de bas de page. (Marqué depuis juillet 2024)
- Son texte doit être wikifié : il ne correspond pas à la mise en forme Wikipédia (style, typographie, liens internes, liens entre les wikis, etc.). (Marqué depuis juillet 2024)

- Archive Wikiwix
- Bing
- Cairn
- DuckDuckGo
- E. Universalis
- Gallica
- Google
- G. Books
- G. News
- G. Scholar
- Persée
- Qwant
- (zh) Baidu
- (ru) Yandex
- (wd) trouver des œuvres sur Wikidata

Divers sigles financiers, utilisés par la finance, sont présentés ci-dessous selon l'ordre alphabétique. Cette liste comprend les sigles et acronymes les plus usuels, anglophones, francophones, et germanophones.

## Liste de sigles et acronymes
- AEX est un sigle formé par les initiales de Amsterdam EXchange (en). Ce sigle désigne un indice boursier, édité par le groupe NYSE Euronext[1], qui reprend 25 actions de la bourse d'Amsterdam aux Pays-Bas. Le code mnémonique[2] de cet indice s'écrit ^AEX, son code ISIN (International Securities Identification Number) est NL0000000107.

- AMF Autorité des marchés financiers, en France mais aussi au Québec.

- AUD code ISO 4217 pour le dollar australien (Australian Dollar), monnaie de l'Australie[3], surnommée parfois Aussie par référence au chien de berger australien éponyme.

- BCE est le sigle de la Banque centrale européenne et correspond au sigle anglais ECB. Voir aussi : Jean-Claude Trichet.

- BEL20 est l'acronyme d'un indice édité par le groupe NYSE Euronext qui reprend 20 actions de la bourse de Bruxelles en Belgique. Voir aussi NYSE et EURONEXT.

- BIC est un sigle formé par les initiales de "Bank Identifier Code", soit le code d'identification des banques dans la norme ISO 9362.

- BRICS acronyme du groupe de pays formé par le Brésil, la Russie, l'Inde, la Chine et l’Afrique du Sud.

- CAD code ISO 4217 pour le dollar canadien (Canadian Dollar), monnaie du Canada[3], surnommée parfois « Huard » par référence au  canard canadien éponyme, le plongeon huard.

- CHF code ISO 4217 pour le franc suisse, monnaie de la Suisse

- DAX acronyme de « Deutscher Aktienindex », indice de 30 actions de la bourse de Francfort en Allemagne.

- DJ EuroSTOXX 50 est le sigle de l'indice d'actions nommé « Dow Jones EuroSTOXX 50 » qui réfère 50 actions de la zone euro. C'est un des différents indices édités par le groupe  STOXX.

- DJ initiales de « Dow Jones » figurant dans l'intitulé de nombreux indices d'actions édités par la Dow Jones and Company aux États-Unis.

- DJIA Dow Jones Industrial Average, indice d'actions de la bourse de New-York aux États-Unis, le NYSE.

- ECB est le sigle anglais de la Banque centrale européenne, qui correspond au sigle BCE en français.

- EMU Economic and Monetary Union, voir aussi : Union économique et monétaire, UEM

- ESTX50 EURP est le sigle qui correspond à l'acronyme  DJ EuroSTOXX 50 ci-dessus. Son code mnémonique[4] à la bourse de Zurich s'écrit « ^STOXX50E ».

- EURONEXT nom d'une société boursière hollandaise ayant fusionné avec le NYSE en 2007.

- FED  Federal Reserve System[5], voir aussi : Ben Bernanke.

- FMI Fonds monétaire international, voir aussi : IMF.

- FTSE Financial Times Stock Exchange Index, indice d'actions à Londres en Grande-Bretagne, (Footsie est le surnom de l'indice FTSE 100).

- IBAN est formé des initiales de "International Bank Account Number" .

- IBOR acronyme de l'expression générique « Interbank Offered Rate »[6].

- IPO Initial Public Offering, traduit en français par Introduction en Bourse[7]

- JPY code ISO 4217 pour le yen, monnaie du Japon

- LIBOR acronyme de : London interbank offered rate[8], voir aussi : IBOR.

- MES est un sigle formé par les initiales de "Mécanisme européen de stabilité".

- NASDAQ National Association of Securities Dealers Automated Quotations, indice électronique d'actions aux États-Unis.

- NYSE New York Stock Exchange bourse de New-York située dans le quartier de Wall Street.

- NYSE Euronext groupe de bourses né de la fusion du NYSE et du groupe de bourses Euronext en 2007.

- OLO Obligation Linéaire/Lineaire Obligatie[9], type d'emprunt de l'État belge.

- Oz pour « Ounce troy », unité de mesure de poids nommée  once en français, servant à peser l'or et les métaux précieux.

- PER, pour Price / Earnings Ratio[10].

- PIGS, parfois PIIGS, acronyme du groupe de pays formé par le Portugal, l'Italie, l'Irlande, la Grèce, et l'Espagne (Spain en anglais).

- PMI Purchasing Managers Index,

- SEC Securities and Exchange Commission, aux États-Unis[11].

- SICAV Société d'Investissement à Capital Variable,

- S&P Standard and Poor, indice d'actions de la bourse de New-York aux États-Unis.

- STOXX est le nom générique de différents indices d'actions édités par la « coentreprise » STOXX Limited.

- UEM Union économique et monétaire, voir aussi : EMU.